# Борец (Алтайский край)
Борец — упразднённый посёлок в Заринском районе Алтайского края. На момент упразднения входил в состав Новокопыловского сельсовета. Исключен из учётных данных в 1982 году.

## География
Располагался на левом берегу реки Казанка (приток Чумыша), приблизительно в 2,5 км (по-прямой) к северо-востоку от села Новокопылово.

## История
Возник в 1930-е годы как сельскохозяйственная коммуна Культурный Труд
Решением Алтайского краевого исполнительного комитета от 30.12.1982 года № 471 посёлок исключен из учётных данных.

## Инфраструктура
Основой экономики было сельское хозяйство.